# Zhangqiang (köpinghuvudort i Kina, Liaoning Sheng, lat 42,68, long 122,99)
Zhangqiang (kinesiska: 张强, 张强镇) är en köpinghuvudort i Kina. Den ligger i provinsen Liaoning, i den nordöstra delen av landet, omkring 100 kilometer norr om provinshuvudstaden Shenyang. Antalet invånare är 22 265. Befolkningen består av 10 894 kvinnor och 11 371 män. Barn under 15 år utgör 14,0 %, vuxna 15-64 år 75 %, och äldre över 65 år 9,0 %.
Runt Zhangqiang är det ganska tätbefolkat, med 155 invånare per kvadratkilometer. Zhangqiang är det största samhället i trakten. Trakten runt Zhangqiang består till största delen av jordbruksmark.
Genomsnittlig årsnederbörd är 980 millimeter. Den regnigaste månaden är juli, med i genomsnitt 191 mm nederbörd, och den torraste är januari, med 8 mm nederbörd.